# Chitnahalli, Hassan
Chitnahalli là một làng thuộc tehsil Hassan, huyện Hassan, bang Karnataka, Ấn Độ.